# Andrew Cecere
Andrew J. "Andy" Cecere, född 24 juli 1960, är en amerikansk företagsledare som är styrelseordförande, president och VD för den amerikanska bankkoncernen U.S. Bank och dess holdingbolag U.S. Bancorp.
1985 började han arbeta för banken. 2007 utsågs han till finansdirektör och vice styrelseordförande, han var på finansdirektörsposten fram till 2015 när han blev befordrad till att vara COO. Året efter hoppade Cecere av som vice styrelseordförande eftersom han blev utsedd till koncernens president. 2017 blev han VD och året efter blev han även styrelseordförande när Richard K. Davis gick i pension.
Cecere avlade en kandidatexamen i företagsekonomi vid University of St. Thomas och en master of business administration vid University of Minnesota.